# Le Retour de manivelle
Pour les articles homonymes, voir Retour de manivelle.
Le Retour de manivelle est un film muet français réalisé par Louis Feuillade et sorti en 1916.

## Fiche technique
- Réalisation : Louis Feuillade
- Scénariste : Louis Feuillade
- Société de production : Société des Établissements L. Gaumont
- Pays de production : France
- Format : Muet - Noir et blanc - 1,33:1 - 35 mm
- Date de sortie :
  - France : novembre 1916

## Distribution
- Marcel Lévesque
- Gaston Michel